# Estación de Sevilla-San Jerónimo
Sevilla-San Jerónimo, también conocida como de Sevilla-Empalme, fue una estación de ferrocarril que existió al norte de la ciudad española de Sevilla, en el actual barrio de San Jerónimo. Estuvo en servicio muchos años como punto de bifurcación de las líneas Córdoba-Sevilla y Sevilla-Cádiz.
En las cercanías de la estación había unas importantes instalaciones ferroviarias, las cuales incluían talleres y un depósito de locomotoras.

## Historia
Para comienzos de la década 1860 el ferrocarril había llegado a Sevilla a través de dos líneas férreas: la Córdoba-Sevilla, construida por la Compañía del Ferrocarril de Córdoba a Sevilla, y la Sevilla-Cádiz, construida por la Compañía de los Ferrocarriles de Sevilla a Jerez y de Puerto Real a Cádiz y completada en marzo de 1861.
Sin embargo, ambas líneas no tenían un enlace ferroviario común. Esto se solucionaría en 1861, cuando la propietaria del ferrocarril Sevilla-Cádiz construyó un ramal de 6 km de longitud que unía ambas líneas al norte de la ciudad. El nuevo enlace entró en servicio el 29 de septiembre de 1861. Con tal fin, se construyó una estación de empalme entre ambas líneas. Con posterioridad, las líneas Córdoba-Sevilla y Sevilla-Cádiz pasaron a manos de las compañías MZA y «Andaluces», respectivamente. Así, los trenes que paraban en un andén de Sevilla-Empalme llegaban hasta la estación de Plaza de Armas (MZA), mientras que los del otro andén iban hasta la de San Bernardo (Andaluces). Con los años la estación se convirtió en un importante complejo ferroviario, con una amplia playa de vías, mientras en las cercanías se instaló un depósito de material. En 1941, tras la nacionalización de los ferrocarriles de ancho ibérico, las instalaciones pasaron a manos de RENFE.
De acuerdo con el Plan de Enlaces Ferroviarios de Sevilla, aprobado en 1971, estaba prevista la reorganización de la red férrea y la supresión de las estaciones de Plaza de Armas, San Bernardo y San Jerónimo. Un primer paso fue la eliminación del antiguo ramal a la línea de Sevilla-Cádiz, suprimido en 1977. A comienzos de la década de 1990, con motivo de las obras para la Expo'92, los servicios ferroviarios fueron centralizados en la nueva estación de Santa Justa y el ramal que iba hasta la estación de Plaza de Armas fue levantado. Como consecuencia, las instalaciones de Sevilla-San Jerónimo fueron desmanteladas y la estación derruida.